# Microsoft Flight Simulator 1.0
Microsoft Flight Simulator, communément appelé Microsoft Flight Simulator 1.0, est un jeu vidéo de simulation de vol, sorti en 1982 pour l'IBM PC. Il s'agit du premier jeu de la série Microsoft Flight Simulator.

## Histoire
Pendant les années 1981-82, Microsoft a contacté Bruce Artwick du studio SubLogic, créateur de FS1 Flight Simulator pour développer un nouveau simulateur de vol pour les PC compatible IBM. Cette version est sortie en novembre 1982 sous le nom de Microsoft Flight Simulator. Il disposait d'un meilleur moteur graphique, d'une météo et une heure variable, et un nouveau système coordonné (utilisé par les versions suivantes jusqu'a la version 5. Sa mise à jour nommée Flight Simulator II est sortie plus tard et fonctionne sur les autres ordinateurs de bureau, publiée par Sublogic

## Système de jeu
Dans Microsoft Flight Simulator (1.0), le joueur pilote un Cessna 182 dans une de quatre régions des États-Unis : Chicago, Los Angeles, New York City, ou Seattle. L'aéroport de départ était Meigs Field à Chicago, avec une vue sur la silhouette des immeubles à gauche et le lac Michigan à droite. Il restera l'aéroport par défaut sur les prochaines versions de Microsoft Flight Simulator jusqu'à la fermeture du vrai aéroport.
Il y avait également un mode "Europe 1917" qui était similaire au mode "British Ace" dans FS1 Flight Simulator. Ce mode faisait piloter le joueur un Sopwith Camel dans une zone divisée en une grille avec des montagnes sur deux côtés. Ils pouvaient déclarer la guerre et tirer sur les avions ennemis.

## Réception
Will Fastie du magazine Creative Computing a déclaré "Dans leur tradition établie, Microsoft a encore choisi de vendre un programme classique, unique dans le marché.".
Jay Marrone du magazine SoftSide a déclaré "Le simulateur de vol de Microsoft est un programme divertissant pour n'importe qui ayant toujours voulu piloter un avion.".
Hartley G. Lesser du magazine Electronic Fun with Computers and Games a déclaré "Le simulateur de vol de Microsoft transforme votre IBM PC en Cessna. Le frisson de piloter un avion devient une réalité.".
Stan Miastkowski du magazine Byte a déclaré "Le simulateur de vol de Microsoft is un exploit de l'art du programmeur.".
Le jeu s'est vendu à environ 800 000 copies pendent ses cinq premières années.
En 2021, le musée The Strong National Museum of Play a placé Microsoft Flight Simulator dans le panthéon du World Video Game Hall of Fame.

## Revues
- (en) PC Magazine, no 9, vol. 1 « Special Communications Section: Hardware, Software, Services, and More », 26 janvier 1983 [texte intégral]